# Alfred Wechsler
Alfred Wechsler (geboren am 29. Juni 1879 in Iași, Rumänien; gestorben im Oktober 1922 in Berlin) war ein österreichisch-deutscher Journalist, Publizist und Schriftsteller. Er lebte in Berlin und wurde vor allem durch seine Herausgeberschaft der literarischen Zeitschrift Pan bekannt. Er schrieb meist unter dem Pseudonym W. Fred oder Alfred W. Fred.

## Leben
Wechsler studierte an der Universität in Wien. Frühe kunsthistorische Studien wie die über Giovanni Segantini lassen ein Studium der Kunstgeschichte erahnen.
Erstmalig fassbar trat er unter seinem später behördlich registrierten Pseudonym W. Fred im Jahre 1900 mit einem Novellenband unter dem Titel Briefe an eine junge Frau sowie einem kunsthistorischen Band über Die Praeraphaeliten : eine Epoche englischer Kunst hervor. Es folgten weitere Arbeiten über Themen der Kunst, eigene Romane sowie Reisebeschreibungen. Verdient machte er sich um die Herausgabe der Briefe des Petrus Abaelardus und seiner Ehefrau Heloisa, von Margarete von Valois sowie von Kaiserin Maria Theresia von Österreich. Ebenfalls gab er das Tagebuch der Gebrüder Edmond und Jules de Goncourt heraus.
Als Journalist publizierte er regelmäßig in den einflussreichen Kulturzeitschriften der Zeit wie Die Zeit : Wiener Wochenschrift für Politik, Volkswirtschaft, Wissenschaft u. Kunst, Die Schaubühne, Westermanns Monatshefte, Velhagen & Klasings Monatshefte, Die Woche, aber auch Tageszeitungen wie Frankfurter Zeitung, Dresdner Neueste Nachrichten oder Hannoversche Zeitung.
Er wirkte auch als Übersetzer aus dem Englischen, so unter anderem für Das Bildnis des Dorian Gray von Oscar Wilde.

## Werke
Werke zur Kunst
- Die Praeraphaeliten : eine Epoche englischer Kunst. * (= Ueber Kunst der Neuzeit. Heft 4) J.H.E. Heitz (Heitz & Mündel), Strassburg 1900.
- Die Wohnung und ihre Ausstattung (= Sammlung illustrierter Monographien. Heft 11). Velhagen & Klasing, Bielefeld / Leipzig 1903.

Publizistik
- Literatur als Ware : Bemerkungen über die Wertung schriftstellerischer Arbeit. * Oesterheld & Co., Berlin 1911.

Herausgeberschaften
- Die Briefe von Abälard und Heloise. Insel-Verlag, Leipzig 1911.
- Honoré de Balzac: Physiologie des eleganten Lebens : unveröffentlichte Aufsätze von Honoré de Balzac. Mit Lichtdrucken und Strichätzungen nach den Originalen von Gavarni, Bertall und Bertrand. Georg Müller, München [1912] (deutsche Übersetzungen der Aufsätze Traité de la vie élégante, La femme comme il faut, Des mots à la mode, Histoire et physiologie des boulevards, Philosophie de la vie conjugale.).
- Margaretha von Valois : Memoiren, Briefe und sonstige Dokumente ihres Lebens (in deutscher Übertragung von Friedrich Schlegel. 2 Bände. Insel-Verlag, Leipzig 1912).
- Honoré de Balzac. Die Kunst, seine Schulden zu zahlen und Eine Theorie des Ganges. Mit Lichtdrucken und Strichätzungen nach den Originalen von Gavarni, Daumier, Monnier u. a. Georg Müller, München 1913.
- Briefe der Kaiserin Maria Theresia : ausgewählt. In deutscher Übertragung von Hedwig Kubin * 2 Bände. G. Müller, München / Leipzig 1914.
- Tagebuch der Brüder Goncourt : Eindrücke u. Gespräche bedeutender Franzosen aus der Kriegszeit 1870/1871. Müller. München 1917.

Literarische Werke
- Briefe an eine junge Frau : Novellen. * Insel-Verlag, Leipzig [1900].
- Leise Dinge. * Seemann, Leipzig 1902
- Wer nicht sucht, findet ... : Roman. * Müller, München 1912.
- Der letzte Wunsch und Anderes : Novellen. Müller, München / Leipzig 1911.

Reisebeschreibungen
- Roman eines Globetrotters. * Seemann, Leipzig 1902
- Indische Reise : Tagebuchblätter. * 2. Auflage Piper, München [1906].
- Impressionen aus dem Notizbuch eines Wanderjournalisten. E. Rowohlt, Leipzig 1912.
- Schule des Reisens : gute Lehren des Globetrotters. Müller, München [1914].

Übersetzungen
- Das Bildnis des Dorian Gray, übers. von W. Fred. Band 3 von Oscar Wildes Sämtliche Werke in deutscher Sprache. Wiener Verlag, Wien / Leipzig 1906.
  - Wiederauflage als Band 2 von Oscar Wildes Werke in zwölf Bänden. Band 2, Globus Verlag, Berlin [1918] (catalog.hathitrust.org).
  - Wiederauflage als Band 4 von Oscar Wildes Werke in fünf Bänden. Deutsche Bibliothek, Berlin ca. 1922 (zusammen mit Lord Artur Saviles Verbrechen und andere Geschichten, übers. von Frieda Uhl, catalog.hathitrust.org).

Anmerkung